# Herman Ponsteen

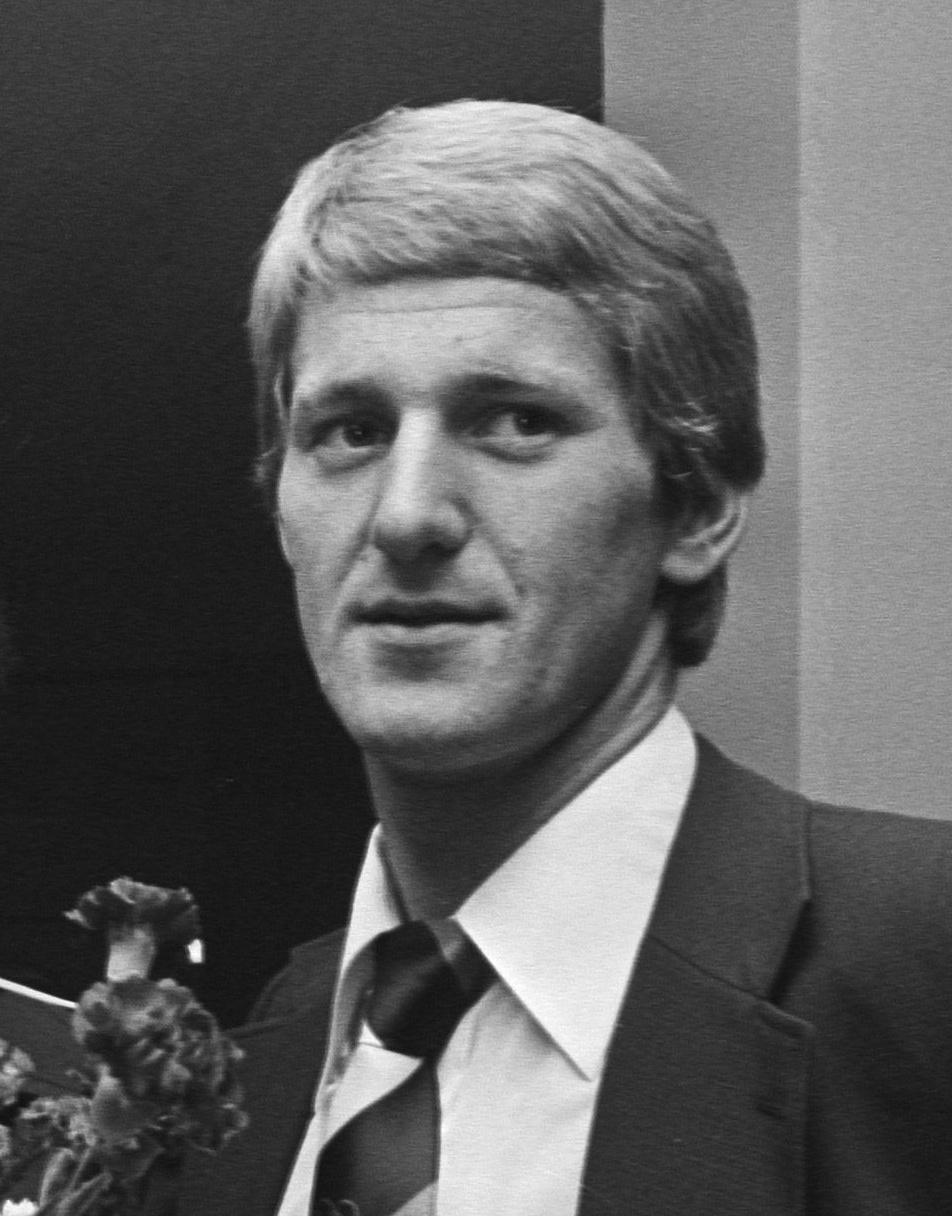
Herman Ponsteen, 1976

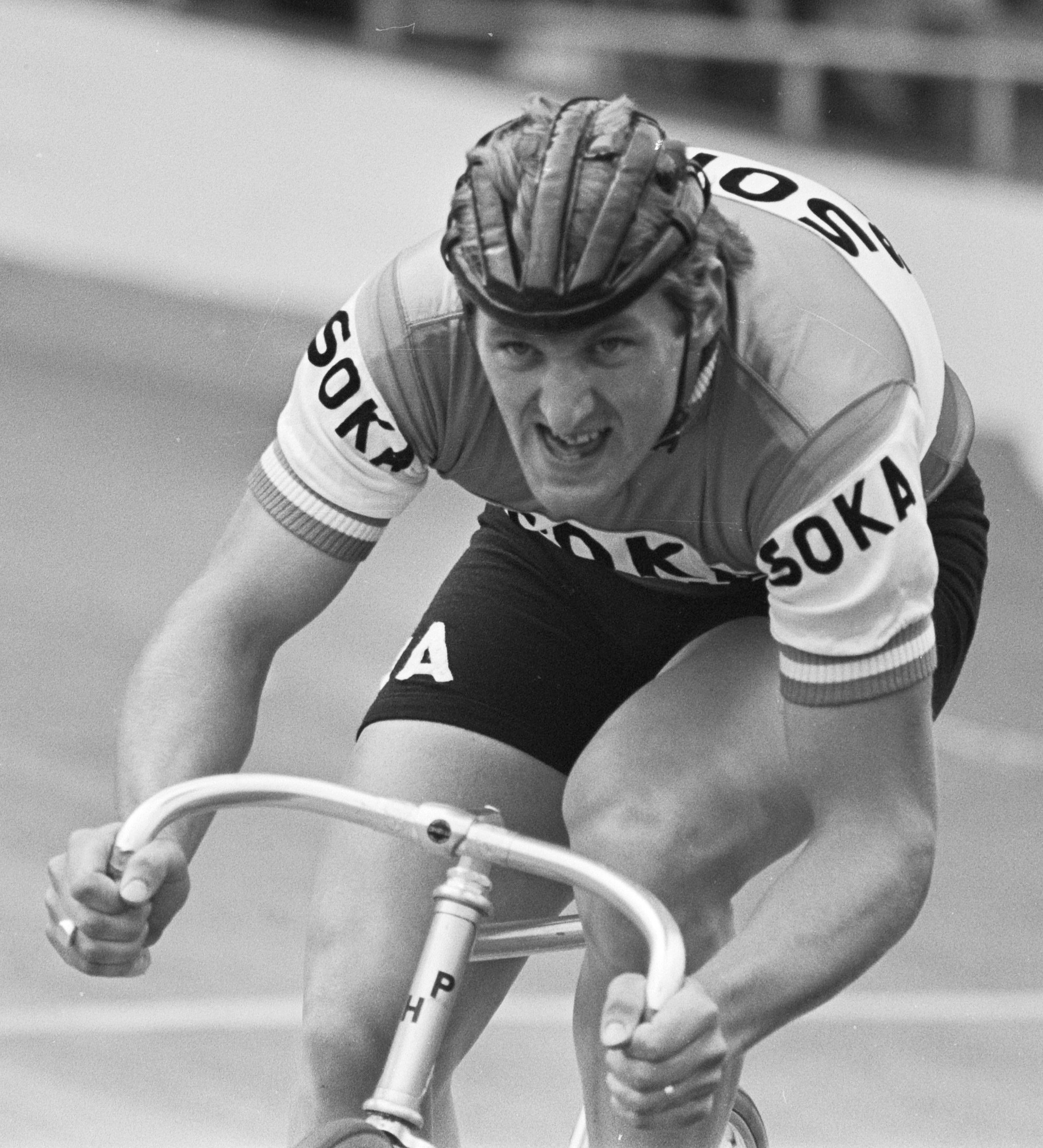
Herman Ponsteen, 1977

Herman Ponsteen (Hellendoorn, 27 maart 1953) is een voormalig Nederlands wielrenner.
Hij was een voortreffelijk baanwielrenner. Als amateur won hij medailles bij wereldkampioenschappen op de achtervolging en de tijdrit. Tijdens de Olympische Zomerspelen 1976 won hij op de achtervolging een zilveren medaille.
Herman Ponsteen was professional van 1978 tot 1982. In die jaren reed hij onder andere een wereldrecord op de 5 kilometer en werd hij Nederlands kampioen over 50 km.